# Nicolas Sanson
Nicolas Sanson (Abbeville, 20 dicembre 1600 – Parigi, 7 luglio 1667) è stato un cartografo francese, celebre nel XVII secolo.
Studiò presso il collegio dei gesuiti di Amiens. Una carta della Francia che aveva disegnato quando aveva soltanto 18 anni attirò l'attenzione del cardinale Richelieu, che lo chiamò a corte per insegnare geografia a Luigi XIII; in seguito insegnò questa materia anche a Luigi XIV. Si dice che Luigi XIII, di passaggio ad Abbeville, preferì alloggiare nella casa di Sanson anziché nel palazzo che le autorità gli avevano riservato. Fu così soddisfatto della sua ospitalità da nominarlo poco dopo consigliere di Stato.
Dopo la sua morte i suoi due figli Guillaume e André gli succedettero come geografi di corte e poi trasmisero questa carica al loro nipote Robert de Vaugondy. Sanson aveva perduto il suo primogenito Nicolas nel 1648 durante la Fronda.
Nel 1692 il cartografo Hubert Jaillot raccolse le carte di Sanson in un «Atlas nouveau». Altre edizioni delle sue opere furono pubblicate nel XVIII secolo con i titoli di Atlas de géographie ancienne, di Atlas britannique e di Catalogue des cartes et livres de géographie de Sanson (1702).

## Pubblicazioni

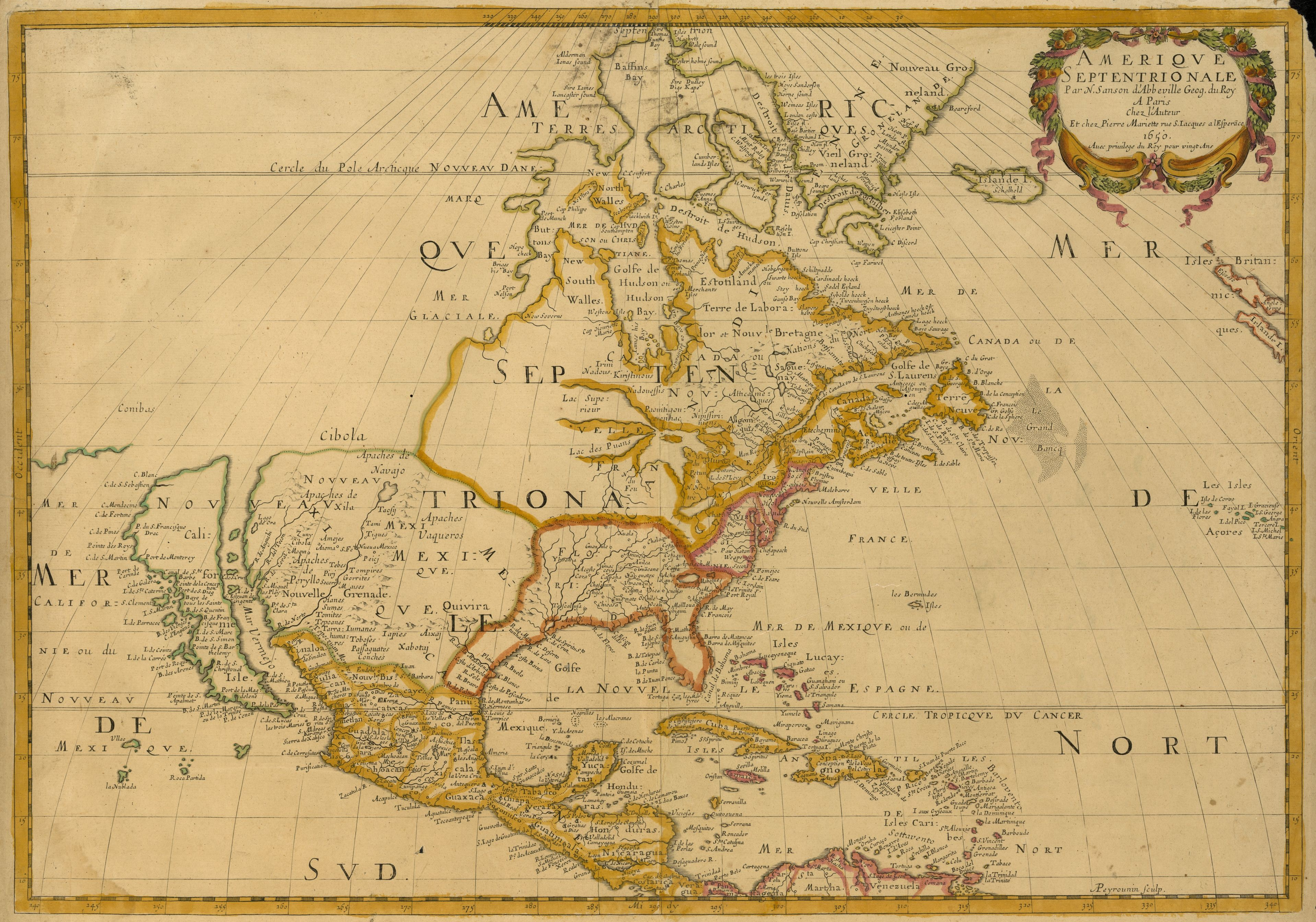
Sanson, Amerique Septentrionale, 1650/51

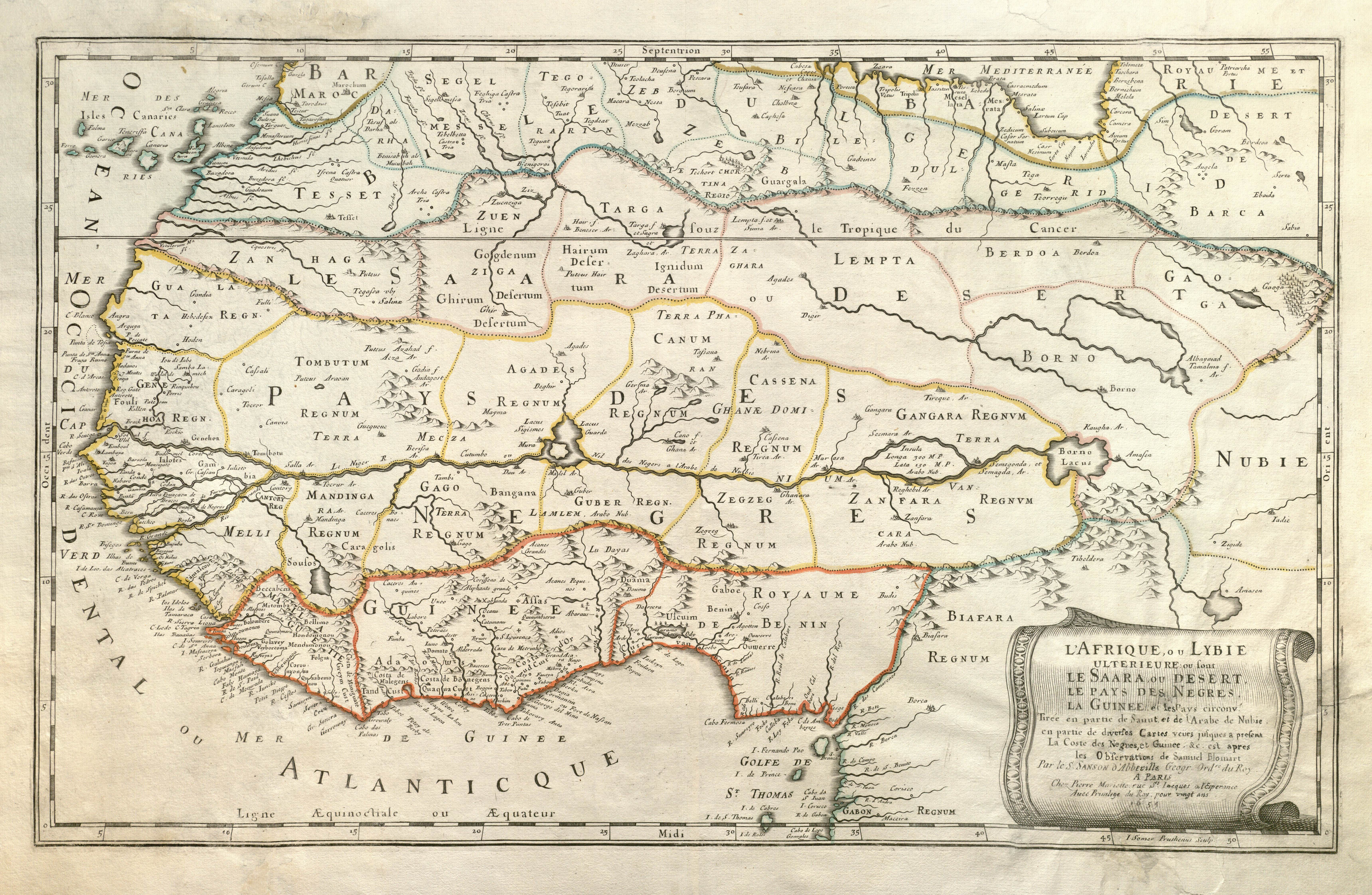
Sanson, l'Afrique, ou Lybie Ulterieure, 1655

- Galileæ antiquae descriptio geographica (1627)
- les Postes de France (1632)
- Graeciæ antiquæ descriptio (1636)
- L'Empire romain (1637)
- Britannia, ou recherches de l'antiquité d'Abbeville (1638)
- La France (1644)
- Tables méthodiques pour les divisions des Gaules (1644)
- L'Angleterre, l'Espagne, l'Italie et l'Allemagne (1644)
- Cartes particulières de la France suivant l'ordre des provinces ecclésiastiques... (1648-1667)
- Le Cours du Rhin (1646)
- In Pharum Galliæ antiquae, Philippi L'abbe disquisitiones (1647-1648)
- Remarques sur la carte de l'ancienne Gaule de César (1651)
- L'Asie (1652)
- Index geographicus (1653)
- Les Estats de la Couronne d'Arragon en Espagne (1653)
- Geographia sacra (1653)
- L'Afrique (1656)
- L'Amérique en plusieurs cartes nouvelles... (1657)
- Cartes générales de toutes les parties du monde (1658)

## Lavoro in versione elettronica
- Tables geographiques des divisions du globe terrestre. Paris: H. Jalliot, 1677 - online su Biblioteca dell´Università a Bratislava